# Syndrome de Chediak-Higashi
 Mise en garde médicale
Le syndrome de Chediak-Higashi est une maladie génétique de l'homme, mais aussi présente chez d'autres espèces, comme le Chat persan.
Décrite pour la première fois en 1943, cette maladie  transmise selon le mode autosomique récessif associe : 
- un albinisme partiel ;
- des organomégalies (hépatomégalie, splénomégalie, adénopathies) ;
- des infections à répétition, notamment cutanées.

Les cellules phagocytaires présentent des anomalies avec des lysosomes géants anormaux. 
L'activité des cellules NK est perturbée.
En l'absence de traitement, le décès survient avant l'âge de 10 ans chez l'homme. 
Les corticoïdes peuvent avoir un effet dans l'évolution de ce syndrome, mais c'est surtout la greffe de moelle osseuse qui peut avoir une efficacité certaine. La greffe de moelle osseuse permet une survie au-delà de 20 ans mais des complications neurologiques comme une ataxie sont une évolution habituelle des malades greffés.
Son code CIM-10 est E70.3.